# Patelloceto secutor
Espèce
Patelloceto secutor est une espèce d'araignées aranéomorphes de la famille des Trachelidae.

## Distribution
Cette espèce se rencontre en Afrique du Sud dans les provinces du KwaZulu-Natal et du Limpopo, au Mozambique dans la province de Maputo et au Zimbabwe.

## Description
Les mâles mesurent de 3,44 à 4,25 mm et les femelles de 4,20 à 4,50 mm.

## Publication originale
- Lyle & Haddad, 2010 : A revision of the tracheline sac spider genus Cetonana Strand, 1929 in the Afrotropical region, with descriptions of two new genera (Araneae: Corinnidae). African Invertebrates, vol. 51, no 2, p. 321-384 (texte intégral).